# Josep Maria Pous
Josep Maria Pous i Arxer  (Figueres, Alt Empordà, 1854 - Barcelona, 1924) fou un escriptor que produí nombroses obres teatrals curtes en català, generalment còmiques. La més famosa fou: Un músic de regiment. També escriví les lletres de diverses sarsueles com Un marido a línea corta de Jiménez, La perla de Getafe de Fontova i El gorro de Fermín de Pérez Cabrero.

## Algunes obres
- Lo patró aranya : comèdia en un acte  (1883)
- Un Músich de regiment : sarsuela en un acte y en vers  (1884)
- !Tot per las donas! : comedia en un acte y en vers (1886)
- ¡Ignoscents! : comedia en un acte (1886)
- Vico y Calvo : propósit plajio-plástich (1886)
- Com a cal sogre : comedia en un acte  (1886)
- Un dinar a Miramar : comèdia en un acte (1890)
- Una dona y un deu : comèdia en un acte  (1895)
- La Manta : quadret dramàtich  (1914)